# Boston-Marathon 1910
| 14. Boston-Marathon    | 14. Boston-Marathon        |
| ---------------------- | -------------------------- |
| Stadt                  | Boston, Vereinigte Staaten |
| Datum                  | 19. April 1910             |
| Distanz                | 37 – 38,5 Kilometer        |
| Sieger                 |                            |
| Männer                 | Fred Cameron (2:28:52 h)   |
| ← Boston-Marathon 1909 | Boston-Marathon 1911 →     |
| Website                | Offizielle Website         |

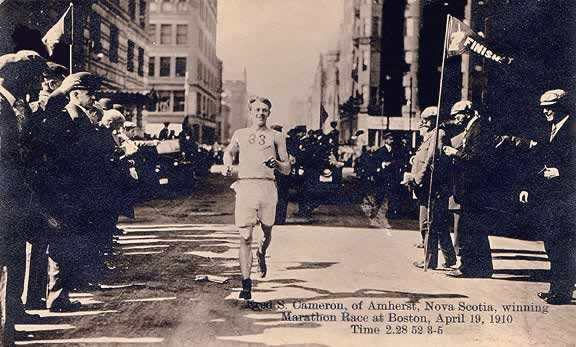
Der Sieger Fred Cameron

Der Boston-Marathon 1910 war die 14. Ausgabe der jährlich stattfindenden Laufveranstaltung in Boston, Vereinigte Staaten. Der Marathon fand am 19. April 1910 statt. Die Laufdistanz betrug zwischen 37 und 38,5 Kilometer.
Es gewann Fred Cameron in 2:28:52 h.

## Ergebnis
| Platz | Athlet           | Land               | Zeit (h) |
| ----- | ---------------- | ------------------ | -------- |
| 01    | Fred Cameron     | Kanada             | 2:28:52  |
| 02    | Clarence DeMar   | Vereinigte Staaten | 2:29:52  |
| 03    | James J. Cockery | Kanada             | 2:34:25  |
| 04    | John R. Roe      | Kanada             | 2:38:06  |
| 05    | Michael J. Ryan  | Vereinigte Staaten | 2:38:24  |
| 06    | John J. Reynolds | Vereinigte Staaten | 2:40:03  |
| 07    | R.E. Mac Cormack | Vereinigte Staaten | 2:40:25  |
| 08    | E.A. White       | Vereinigte Staaten | 2:40:35  |
| 09    | E.P. Devlin      | Vereinigte Staaten | 2:40:50  |
| 10    | James Cleary     | Vereinigte Staaten | 2:44:58  |